# Mercè Paloma i Sánchez
Mercè Paloma i Sánchez   (Terrassa, 1 de febrer de 1964) és una dissenyadora de vestuari i figurinista de cinema, teatre i òpera.
Llicenciada en Història de l'Art per la Universitat Autònoma de Barcelona, va estudiar a l'Escola de la moda de Barcelona, especialitzant-se en vestuari per espectacle. Ha desenvolupat la seva tasca principalment en el camp del teatre col·laborant assíduament amb directors com Sergi Belbel, Calixto Bieito o Joan Anton Rechi. En cinema, ha estat responsable del vestuari de pel·lícules de directors com Isabel Coixet o Agustí Villaronga.
A partir de l'any 1999, juntament amb l'escenògraf Alfons Flores forma part de l'equip artístic que acompanya a la incipient carrera operística de Bieito com a director escènic, caracteritzada per muntatges amb estètiques i temps cronològicsallunyats de les obres originals, cosa que sovint provoca fortes polémiques.
Mercè Paloma ha dissenyat el vestuari de pel·lícules com Pa negre o La vampira del Barcelona i d'espectacles com Boscos endins de Dagoll Dagom o Il Trovatore al Gran Teatre del Liceu.
El Museu de les Arts Escèniques de Barcelona conserva diversos figurins de Mercè Paloma.

## Premis i candidatures
Premis Gaudí
| Categoría                  | Any  | Pel·lícula                 | Resultat                    |
| -------------------------- | ---- | -------------------------- | --------------------------- |
| Millor disseny de vestuari | 2011 | Pa negre                   | Guanyadora                  |
| Millor disseny de vestuari | 2015 | Stella cadente             | Guanyadora                  |
| Millor disseny de vestuari | 2016 | El Elegido                 | Candidata                   |
| Millor disseny de vestuari | 2018 | Incerta glòria La librería | Guanyadora (Incerta glòria) |
| Millor disseny de vestuari | 2019 | El fotógrafo de Mauthausen | Guanyadora                  |
| Millor disseny de vestuari | 2021 | La vampira de Barcelona    | Guanyadora                  |
| Millor disseny de vestuari | 2024 | La contadora de peliculas  | Candidata                   |

Premis Goya
| Categoría                  | Any  | Pel·lícula                | Resultat  |
| -------------------------- | ---- | ------------------------- | --------- |
| Millor disseny de vestuari | 1998 | A los que aman            | Candidata |
| Millor disseny de vestuari | 2011 | Pa negre                  | Candidata |
| Millor disseny de vestuari | 2018 | La librería               | Candidata |
| Millor disseny de vestuari | 2019 | El fotògraf de Mauthausen | Candidata |
| Millor disseny de vestuari | 2024 | La contadora de peliculas | Candidata |

Premis Max de Teatre
| Millor disseny de vestuari | 2002 | Poe             | Candidata |
| Millor disseny de vestuari | 2007 | Peer Gynt       | Candidata |
| Millor disseny de vestuari | 2009 | Tirant lo Blanc | Candidata |

Altres Premis
- Premi Fénix al millor vestuari cinema per La librería[13]

- Premi de la crítica de Barcelona 2008 al millor vestuari per Tirant lo Blanc[14]